# Aethiopina argentifera
Aethiopina argentifera är en fjärilsart som beskrevs av M.Gaede 1929. Aethiopina argentifera ingår i släktet Aethiopina och familjen träfjärilar. Inga underarter finns listade i Catalogue of Life.